# Carsten Wolf
Carsten Wolf (Potsdam, Brandenburg, 26 d'agost de 1964) va ser un destacat ciclista alemany. Nascut a Alemanya de l'Est va defensar els seus colors fins a la reunificació alemanya.
Va combinar tant el ciclisme en carretera amb la pista. En aquesta última modalitat va obtenir una medalla de plata als Jocs Olímpics de Seül, i tres al Campionat del món de persecució per equips, una d'elles d'or.

## Palmarès en pista
- 1982
  -  Campió del món júnior en Persecució
- 1984
  - Medalla d'or als Jocs de l'Amistat en Persecució per equips
- 1988
  -  Medalla de plata als Jocs Olímpics de Seül en Persecució per equips (amb Steffen Blochwitz, Roland Hennig i Dirk Meier)
- 1989
  -  Campió del món de velocitat per equips (amb Steffen Blochwitz, Guido Fulst i Thomas Liese)
  - Campió de la RDA en Puntuació
- 1994
  - 1r als Sis dies de Colònia (amb Urs Freuler)
  - 1r als Sis dies de Zuric (amb Urs Freuler)
- 1997
  -  Campió d'Alemanya en Madison (amb Andreas Kappes)
  - 1r als Sis dies de Bremen (amb Andreas Kappes)
  - 1r als Sis dies de Stuttgart (amb Andreas Kappes)

### Resultats a laCopa del Món
- 1997
  - 1r a Fiorenzuola d'Arda, en Madison

## Palmarès en ruta
- 1983
  - Vencedor d'una etapa a l'Olympia's Tour
- 1987
  - Vencedor d'una etapa a l'Olympia's Tour
  - Vencedor d'una etapa a la Volta a Lieja
- 1988
  - Vencedor de 4 etapes a la Volta a la Baixa Saxònia
  - Vencedor de 2 etapes a l'Olympia's Tour
  - Vencedor d'una etapa a la Volta a Saxònia
- 1989
  - 1r a la Volta a la Baixa Saxònia i vencedor de 4 etapes
  - Vencedor d'una etapa a la Volta a Lieja
- 1990
  - Vencedor de 5 etapes a la Volta a la Baixa Saxònia
- 1991
  - Vencedor d'una etapa a la Volta a Suècia